# شیرین علی‌آبادی
شیرین علی‌آبادی (زادهٔ ۱۳۵۲ – درگذشتهٔ ۱۳۹۷) عکاس حرفه‌ای ایرانی بود. او فارغ‌التحصیل رشته تاریخ هنر دانشگاه پاریس بود. آثار فتو بیس او به دلیل ارجاعات ژئوکالچر به مسئله زنان خاورمیانه ای مورد توجه قرار گرفته‌اند.
مجموعه‌های «هیبرید» و «دختران ایران» این هنرمند از اعتباری جهانی برخوردار است. عکس‌های او در کلکسیون دوچه بانک، کلکسیون فرجام و موزه هنر معاصر بریستول نگهداری می‌شود. همچنین او نمایشگاه‌های انفرادی متعددی را در تهران، نیویورک، لندن، پاریس، موناکو، ریو د ژانیرو، دوبی و چندین شهر دیگر جهان برگزار کرده‌است. او هنرمندی بود که در حراج‌ها و فضاهای هنری بیرون از ایران جایگاهی قابل اعتنا داشت. توجه وی به عکاسی مستند از زاویه بازنگری جهان در حال تحول ایرانی، نقطه زیبایی‌شناسی قابل توجهی در آثارش بود که مورد توجه منتقدان و علاقه‌مندان به هنر در حال زایش ایرانی قرار گرفت. علی‌آبادی با همین نگرش به سمت عکاسی استیج رفت که به پرتره‌های مجموعه «هیبرید» ختم شد. علی‌آبادی به خوبی مسیر تحول فتوآرت را طی کرد و لحن پاپ‌گونه آثارش مورد استقبال حراجی‌های بین‌المللی قرار گرفت و نام وی را به عنوان هنرمندی جهانی مطرح کرد.
او و همسرش فرهاد مشیری در لواسان کار و زندگی میکردند. وی بر اثر بیماری سرطان درگذشت. 